# Gymnosphaerida
Gymnosphaerida é um pequeno grupo de protistas heliozoos que se encontram em ecossistemas marinhos. Tendem a ser aproximadamente esféricos com os axopodios dirigidos radialmente, apoiados por microtúbulos dispostos num array triangular-hexagonal que surgem de um granulo central amorfo. Conhecem-se somente três espécies, a cada uma em seu próprio género:
- Gymnosphaera albida é de vida livre, geralmente bentónico em água baixa. As células são redondas e nuas, com um diâmetro de ao redor de 70-100 μm, que se assemelham ao não relacionado Actinosphaerium. O citoplasma externo ou ectoplasma forma uma capa distintiva que contém vesículas grandes.

- Hedraiophrys hovassei é maior e vive fixado a algas e a outros objetos. As células têm uma base cónica e cobrem-se com longas espículas silíceas. O ectoplasma é distintivo e espumoso e contém tipicamente endosimbiontes bacterianos e algas.

- Actinocoryne contractilis é bentónico. Para alimentar-se dispõe de uma base multinucleada e de um talho contractil com uma longitude de até 150 μm 150. Neste talho se apoia uma cabeça uninucleada relativamente pequena, onde se localizam o gránulo central e os axopodios. Também pode mover numa forma ameboide sem cabeça. A reprodução realiza-se por gemação na cabeça ou por fragmentação nas formas sem cabeça, produzindo pequenas células de vida livres similares a Gymnosphaera, que então se unem e formam um talho e uma base.

Gymnosphaerida antigamente incluía-se em Centrohelida, um grupo de heliozoos que também têm microtúbulos num array triangular-hexagonal, mas se diferencia pela estrutura do gránulo central e pelas mitocôndrias, que têm cristas tubulares. Na actualidade situa-se-lhe em Rhizaria, ainda que não está claro a que subgrupo pertence.